# BMW Série 8 Gran Coupé

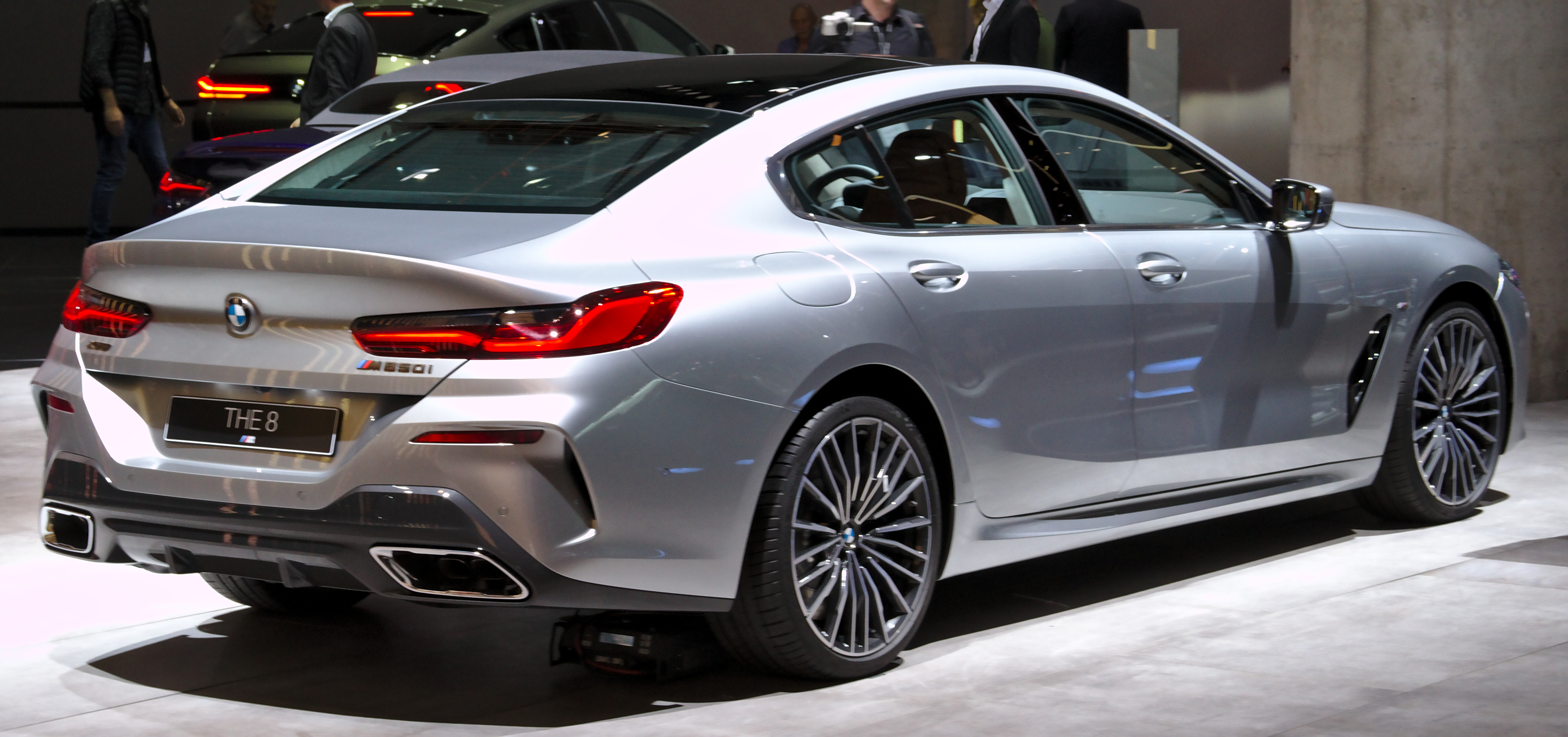
Vue de l'arrière.

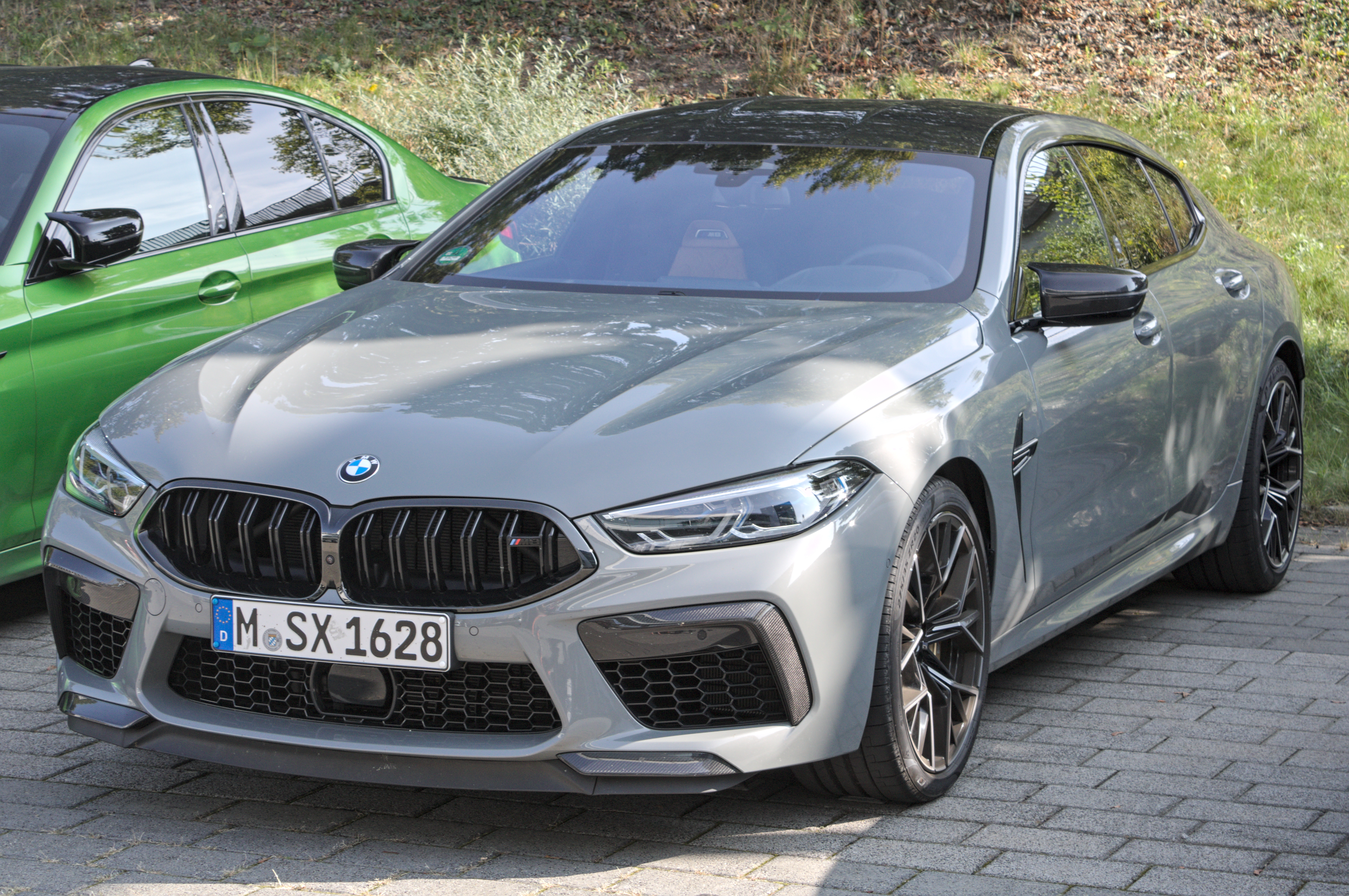
BMW M8 Gran Coupé.

La Série 8 Gran Coupé est un Coupé 4 portes grand tourisme produit par le constructeur automobile allemand BMW et commercialisée à partir d'octobre 2019. Elle dérive de la seconde génération de BMW série 8 commercialisée depuis 2018.

## Présentation
La BMW Série 8 Gran Coupé est dévoilée le 19 juin 2019 avant sa présentation officielle le 25 juin 2019 lors d'un événement de la marque nommé « #NextGen » à Munich. Elle fait sa première exposition publique au salon de Francfort avant sa commercialisation à partir de septembre 2019. Elle offre quatre portes et une meilleure habitabilité à l'arrière que le coupé avec ses 5 places.
La Gran Coupé des Série 8 est une concurrente des Audi A7 , Mercedes-AMG GT 4 portes ou Porsche Panamera. Elle dérive de la Série 8 Coupé dont elle reprend la base technique et certaines de ses motorisations.

## Caractéristiques techniques
Par rapport à la Série 8 coupé, la Série 8 Gran Coupé est plus longue (+ 23,1 cm), plus large (+ 3 cm) et plus haute (+ 6,1 cm) que le coupé Série 8. Son empattement est aussi plus important avec 3,02 m, soit 20,1 cm de plus.
Le grand coupé de BMW opte pour une transmission intégrale de série, la boîte automatique ZF à huit rapports et les quatre roues directrices pour toutes ses versions.

### Motorisations
Au lancement, la Gran coupé reçoit deux motorisations essence et une motorisation diesel.
Au Salon de Los Angeles 2019, BMW présente les versions M8 et M8 Competition du Gran Coupé.
|                                                      | 840i                 | M850i Performance              | M8                             | M8 Competition                 | 840d                 |
| ---------------------------------------------------- | -------------------- | ------------------------------ | ------------------------------ | ------------------------------ | -------------------- |
| Carburant                                            | Essence              | Essence                        | Essence                        | Essence                        | Diesel               |
| Moteur                                               | 6 cylindres en ligne | 8 cylindres en V               | 8 cylindres en V               | 8 cylindres en V               | 6 cylindres en ligne |
| Alimentation                                         | Turbocompressé       | Bi-turbocompressé              | Bi-turbocompressé              | Bi-turbocompressé              | Turbocompressé       |
| Cylindrée (cm3)                                      | 2 998                | 4 395                          | 4 395                          | 4 395                          | 2 993                |
| Puissance maxi ch (kW)                               | 340 (250)            | 530 (390)                      | 600 (441)                      | 625 (460)                      | 320 (235)            |
| au régime de (tr/min)                                | 5 000 à 6 500        | 5 500 à 6 000                  | 6 000                          | 6 000                          | 4 400                |
| Couple maxi (N m)                                    | 500                  | 750                            | 750                            | 750                            | 680                  |
| au régime de (tr/min)                                | 1 600 à 4 500        | 1 800 à 5 800                  | 1 800 à 5 600                  | 1 800 à 5 800                  | 1 750 à 2 250        |
| Boîte de vitesses                                    | Steptronic 8         | M Steptronic 8 avec Drivelogic | M Steptronic 8 avec Drivelogic | M Steptronic 8 avec Drivelogic | Steptronic 8         |
| Transmission                                         | xDrive               | Intégrale (M xDrive)           | Intégrale (M xDrive)           | Intégrale (M xDrive)           | xDrive               |
| Vitesse maxi (en km/h)                               | 250                  | 250                            | 250                            | 250                            | 250                  |
| 0-100 km/h (en s)                                    | 4,9                  | 3,9                            | 3,3                            | 3,2                            | 5,1                  |
| Consommation (en L/100 km) urbain/extra-urbain/mixte | 7,8                  | 10,0                           |                                |                                | 6,2                  |
| Émissions de CO2 (en g/km)                           | 179                  | 229                            |                                |                                | 162                  |
| Capacité du réservoir (en L)                         | 68                   | 68                             | 68                             | 68                             | 68                   |
| Masse à vide (kg)                                    | 1 855                | 1 995                          |                                |                                | 1 925                |
| Norme environnementale                               | Euro 6d Temp         | Euro 6d Temp                   | Euro 6d Temp                   | Euro 6d Temp                   | Euro 6d Temp         |

## Finitions
- Gran Coupé
- Gran Coupé M Sport
- M8 Gran Coupé
- M8 Competition Gran Coupé

## Concept-car

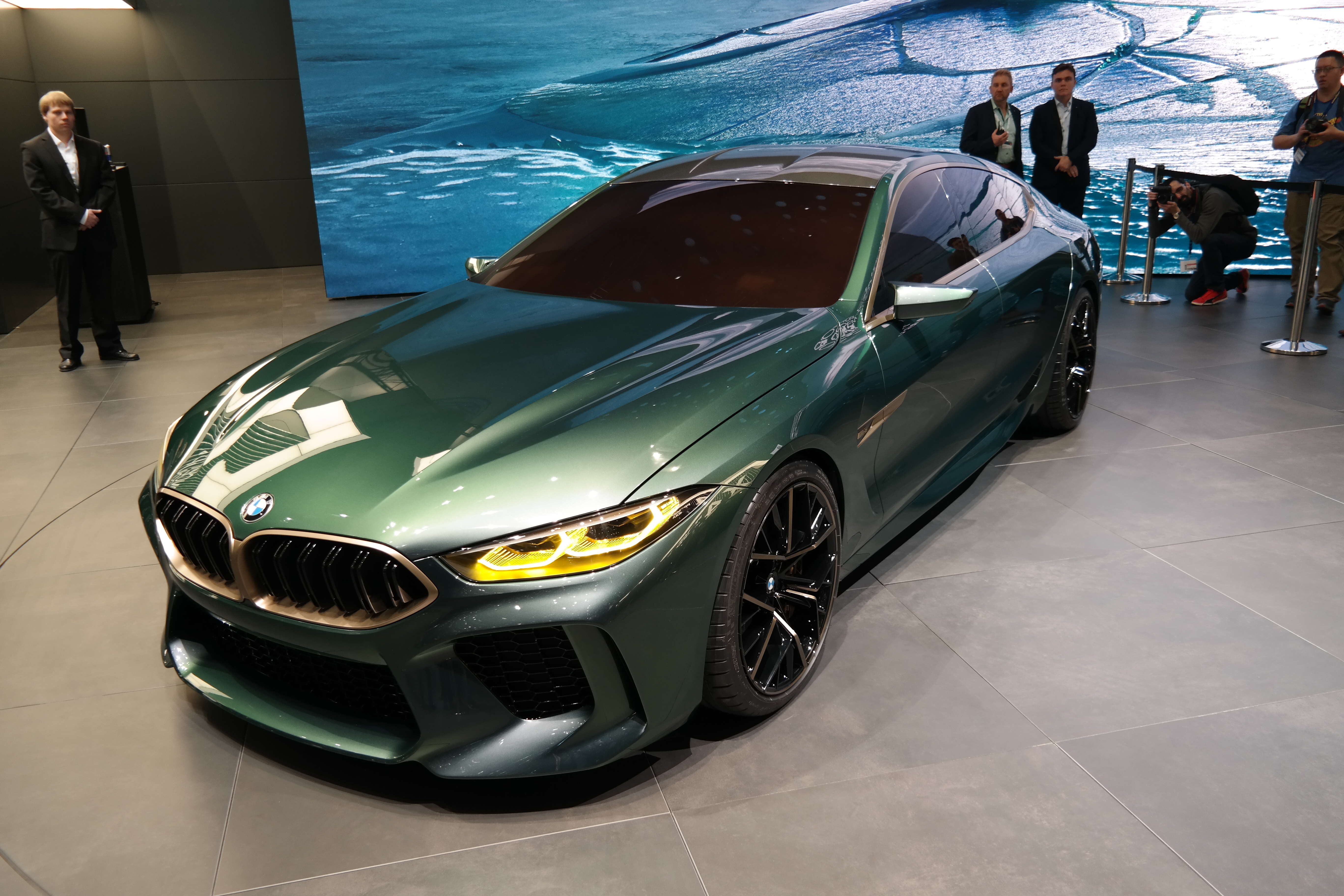
BMW Concept M8 Gran Coupé.

La BMW Série 8 Gran Coupé est préfigurée par le concept-car BMW Concept M8 Gran coupé, proche à 90 % de la version de série, présenté au Salon international de l'automobile de Genève 2018.

## Alpina B8

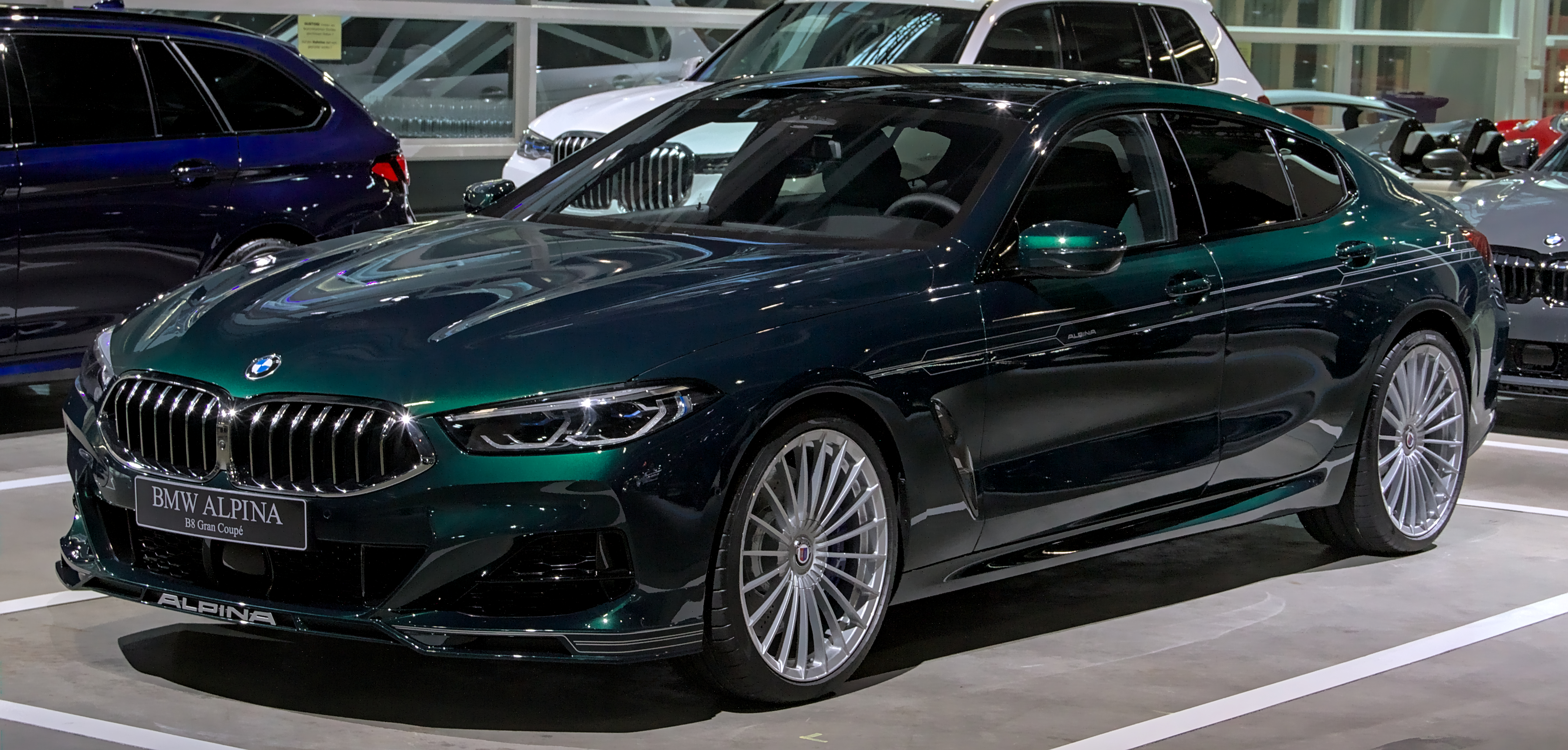
Alpina B8.

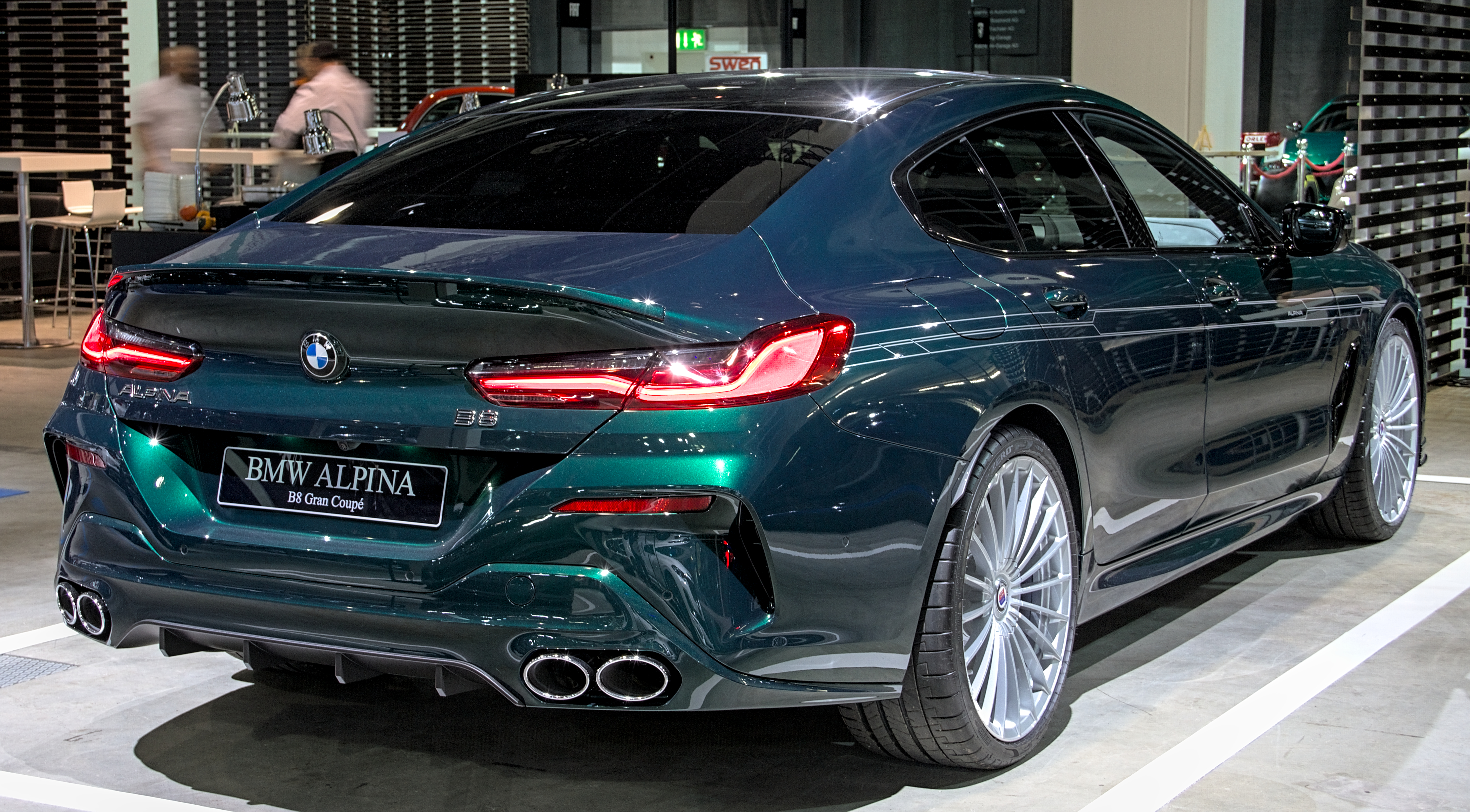
Vue de l'arrière.

Dévoilée le 24 mars 2021, l’Alpina B8 Gran coupé est une version luxueuse et confortable aux performances de haute volée, disponible au printemps de la même année. Outre le moteur, le refroidissement et les suspensions spécifiques, les boucliers, l’échappement, les jantes 21 pouces aux pneus Pirelli spécialement conçus pour la B8, le diffuseur, l’aileron, les teintes de peinture bleu et vert Alpina et des détails de finition intérieure (volant en cuir Lavalina cousu main, molette iDrive en cristal...) sont exclusifs à ce modèle.
Elle est commercialisée à partir de 161 200 € par Alpina en Allemagne et à partir de 140 895 $ par BMW aux États-Unis.
|                                       | Alpina B8              |
| ------------------------------------- | ---------------------- |
| Carburant                             | Essence                |
| Moteur                                | 8 cylindres en V       |
| Alimentation                          | Bi-turbocompressé      |
| Cylindrée (cm3)                       | 4 395                  |
| Puissance maxi ch (kW)                | 621 (457)              |
| au régime de (tr/min)                 | 5 500 à 6 500          |
| Couple maxi (N m)                     | 800                    |
| au régime de (tr/min)                 | 2 000 à 5 000          |
| Boîte de vitesses                     | ZF 8HP76 Switch-Tronic |
| Transmission                          | Intégrale (Allrad)     |
| Vitesse maxi (en km/h)                | 324                    |
| 0-100 km/h (en s)                     | 3,4                    |
| Consommation (en L/100 km) mixte WLTP | 11,9                   |
| Émissions de CO2 (en g/km)            | 270                    |
| Capacité du réservoir (en L)          | 68                     |
| Masse à vide (kg)                     | 2 175                  |
| Norme environnementale                | Euro 6d                |